# Lithothamnion giganteum
Lithothamnion giganteum L.R. Mason, 1943  é o nome botânico  de uma espécie de algas vermelhas  pluricelulares do gênero Lithothamnion, subfamília Melobesioideae.
- São algas marinhas encontradas na Coreia, Califórnia e México.

## Sinonímia
- Não apresenta sinônimos.